# Kopalnia Węgla Kamiennego „Gottwald”

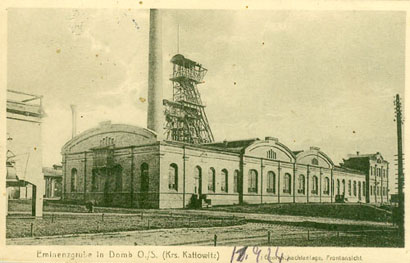
Pocztówka „Eminenzgrube” z około 1915 roku

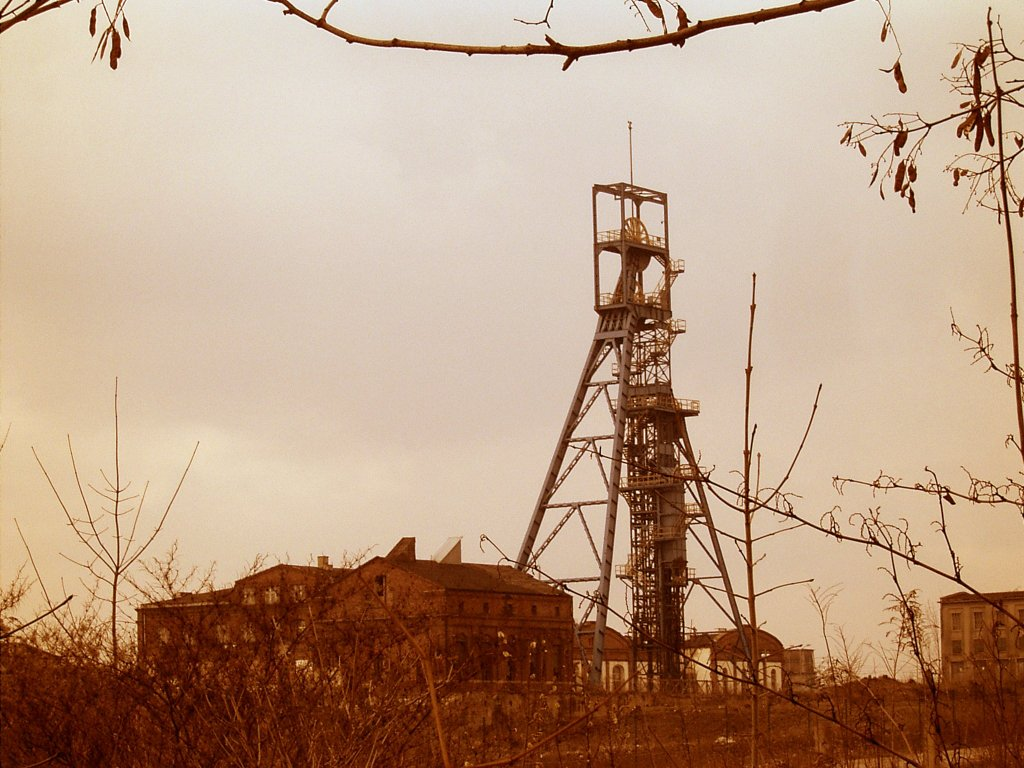
Zabudowania dawnej kopalni (grudzień 2009)

Kopalnia Węgla Kamiennego „Gottwald” – kopalnia węgla kamiennego w Katowicach w dzielnicy Dąb, w okolicach ul. Chorzowskiej i ul. Jana Nepomucena Stęślickiego, działająca w latach 1905–2004.

## Historia
W 1903 r. wystąpiono z wnioskiem o nadanie górnicze „Eminenz”. Budowę kopalni pod nazwą „Eminenz” rozpoczęto w lipcu 1904 r. Kardynał wrocławski Georg Kopp poświęcił miejsce pod budowę nowego szybu, któremu nadano jego imię „Jerzy” (niem: „Georg”), a cała kopalnia przyjęła nazwę jego „Eminencji”. W 1905 została połączona z kopalnią „Waterloo”. Właścicielem kopalni był szpital świętego Ducha w Bytomiu i parafia katolicka w Chorzowie. Budowę zakończono w 1907 r. W 1928 r. dzierżawiła ją spółka akcyjna Huta Pokój. Od 1931 należała do Rudzkiego Gwarectwa Węglowego. W czasie okupacji zatrudniano w kopalni jeńców wojennych z obozów pracy zlokalizowanych na terenie Załęża. Po II wojnie światowej kopalnia należała do Katowickiego Zjednoczenia Przemysłu Węglowego. W roku 1953 polska już kopalnia „Eminencja” zmienia nazwę na „Gottwald” (na cześć pierwszego komunistycznego prezydenta Czechosłowacji – Klementa Gottwalda). Z początkiem lat 70. XX w. wydobycie roczne kopalni przekroczyło 1 milion ton. W dniu 1 stycznia 1974 r. kopalnia „Gottwald” oraz sąsiednia kopalnia „Kleofas” z dzielnicy Załęże zostały połączone i nowa kopalnia przyjęła nazwę „Gottwald”. W 1979 r. wydobycie roczne kopalni wynosiło 2 797 331 ton. Od roku 1990 nazwa kopalni została w wyniku żądań załogi zmieniona na „Kleofas”. Eksploatacja została zakończona w 2004. Na terenach po kopalni w 2005 otwarto Silesia City Center. Pozostawiono trzy zabytkowe budynki kopalni oraz szyb „Jerzy”.

## Znani pracownicy
- Tadeusz Stadnikiewicz – dyrektor kopalni „Eminencja”[4].